# Calzedonia
Calzedonia S.p.A – włoskie przedsiębiorstwo odzieżowe założone przez Sandro Veronesiego w 1986 w Weronie, w regionie Wenecja Euganejska, we Włoszech.
Po ponad 25 latach istnienia, przedsiębiorstwo zarządza ponad 1750 sklepami marki Calzedonia zlokalizowanymi na świecie. Rynki, na których otwarto markowe punkty sprzedaży, to oprócz Włoch m.in.: Austria, Belgia, Cypr, Chorwacja, Czechy, Francja, Niemcy, Wielka Brytania, Grecja, Macedonia Północna, Meksyk, Czarnogóra, Polska, Portugalia, Katar, Rumunia, Rosja, Serbia, Słowacja, Słowenia, Hiszpania, Szwecja, Szwajcaria, Turcja oraz Węgry.